# Paulo Maluf

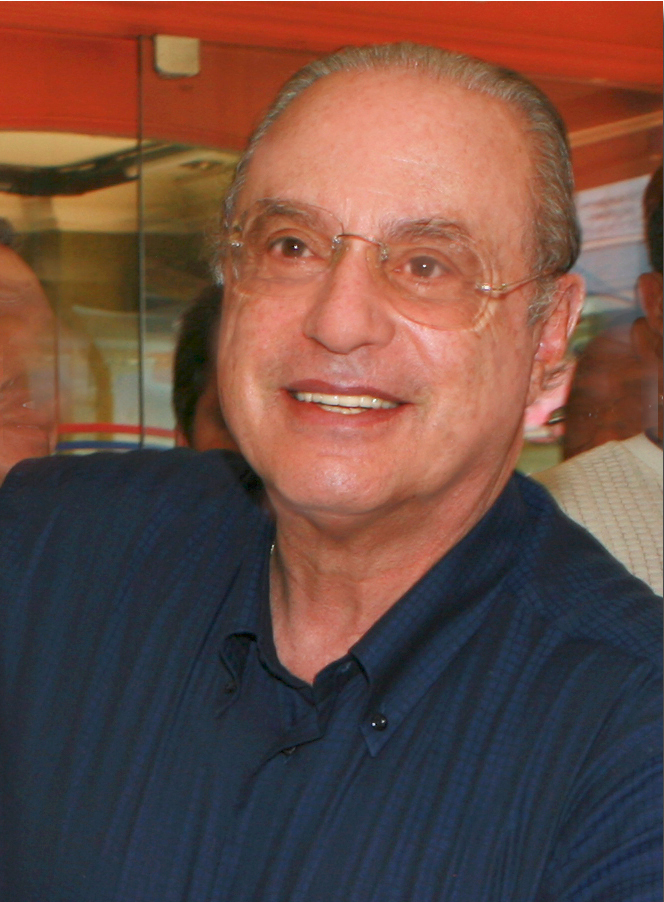
Paulo Maluf (2006)

Paulo Salim Maluf (* 3. Dezember 1931 in São Paulo) ist ein brasilianischer Politiker.

## Leben
Als Sohn des libanesischen Immigranten Salim Farah Maluf und seiner Frau Maria Estéfano Maluf, wurde Paulo Maluf in São Paulo am 3. Dezember 1931 geboren. Er ist mit Sylvia Lutfalla Maluf verheiratet und hat vier Kinder und elf Enkelkinder. 1954 erlangte er an der Escola Politécnica der Universität São Paulo das Diplom eines Bauingenieurs.

## Politisches Leben
Sein erstes öffentliches Amt übernahm er im Alter von 36 Jahren, 1967, als Präsident der Caixa Econômica Federal. Bis dahin hatte er sich den geschäftlichen Tätigkeiten der Familie gewidmet.
Er verließ dieses Amt im Jahr 1969, um als Bürgermeister die Führung der Stadtverwaltung von São Paulo zu übernehmen, damals mit 6 Millionen Einwohnern. Seine Verwaltung bereitete die Stadt auf die städtische Entwicklung vor, die Anfang der 1970er Jahre mit einem sprunghaften Anstieg der Bevölkerung begann. In seine Amtszeit fiel der Bau von Hoch- und Schnellstraßen, 60 Brücken sowie der Uferstraßen an den Flüssen Pinheiros und Tietê, an denen heute mehr als 700.000 Fahrzeuge pro Tag verkehren. Diese Straßenbauten verhinderten das Verkehrschaos in der Stadt, die zur damaligen Zeit nur 500.000 Fahrzeuge zu verkraften hatte. 2018 waren es mehr als 5,7 Millionen, da im Durchschnitt jeder zweite Einwohner ein Fahrzeug besitzt.
Bereits im Jahr 1971 gab Maluf das Bürgermeisteramt auf und übernahm den Posten des Bundesstaatssekretärs für Verkehr, den er vier Jahre ausübte. Daraufhin wurde er zum Präsidenten der Handelsvereinigung von São Paulo gewählt, von der er sich 1978 beurlauben ließ, um einem Parteitag beizuwohnen, der den zukünftigen Gouverneur des Staates São Paulo wählen würde. In diesem historischen Parteitag schlug er den bis dahin von der Zentralregierung unterstützten Kandidaten und wurde als einziger Kandidat zum Gouverneur eines Bundesstaates gewählt, der nicht die Unterstützung der damaligen Militärregierung aus Brasília hatte.
1982 kandidierte er zur Bundeskammer (Câmara Federal) und wurde mit 672.729 Stimmen, der höchsten je erreichten Stimmenzahl für einen Bundesabgeordneten überhaupt in der brasilianischen Politik, gewählt. Er übte dieses Amt von der 53. bis 55. Legislaturperiode bis 22. August 2018 aus. 1989 war er Präsidentschaftskandidat für Brasilien, nominiert vom PDS.
1993 wurde er – mit 53 % der Stimmen gewählt – zum zweiten Mal Bürgermeister von São Paulo. In der Folge verwandelte er die Stadt in eine Baustelle, um diesbezüglich verlorene Zeit der vorherigen Legislaturperiode wettzumachen. In dieser waren große Strukturprojekte zum Stillstand gekommen, da das kontinuierliche Wachstum der Stadt ignoriert wurde. Dieses Amt hatte er bis 1996 inne. Nach einer Umfrage von 1996 gilt er für die Einwohner der Stadt als der beste Bürgermeister, den São Paulo je hatte. Diese Ansicht wurde auch 2011 bei einer Umfrage bestätigt.
Maluf wechselte mehrere Male die Parteizugehörigkeit: Von 1967 bis 1980 war er Mitglied der ARENA, von 1980 bis 1992 des PDS, von 1992 bis 1995 des PPR und seit 2003 der Fortschrittspartei PPB bzw. heute umbenannt in PP.

## Ermittlungen
Paulo Maluf gilt als Inbegriff der Korruption in Brasilien. Im September 2005 kamen er und sein Sohn Flávio Maluf für einige Wochen in Untersuchungshaft.
Seit 2004 ermittelt die brasilianische Staatsanwaltschaft im Zusammenhang mit der Überweisung von 100 Millionen US-Dollar von Konten in der Schweiz – unter anderem bei der UBS – in die City of London.
Im Jahre 2007 wurde eine Anklage gegen ihn in New York eingereicht wegen des Diebstahls von 11,6 Millionen US-Dollar aus Geldern eines öffentlichen Bauvorhabens, für das er als Bürgermeister von São Paulo verantwortlich war. Damals seien überhöhte Rechnungen ausgestellt worden. Insgesamt waren in den Jahren 1997 bis 1999 rund 140 Millionen US-Dollar über ein Konto geflossen, über das Maluf Vollmacht hatte. Die Gelder wurden über die Safra National Bank in New York auf Konten in Jersey geleitet, die von Paulo Maluf kontrolliert worden seien. Aufgrund dieser Anklage wurde Maluf wegen Veruntreuung staatlicher Gelder und Geldwäsche von Interpol auf die Fahndungsliste gesetzt, so dass ihm in 181 Ländern die Verhaftung droht.
Im August 2012 wurde bekannt, dass Maluf mehr als 200 Millionen US-Dollar unter Beteiligung der Deutschen Bank illegal von Genf in das britische Steuerparadies Jersey transferierte – öffentliche Gelder der Stadt São Paulo, aus den Jahren 1993 bis 1996, aus seiner Zeit als Bürgermeister. Die Stadt São Paulo prüft derzeit, die Deutsche Bank auf Rückzahlung des Geldes zu verklagen. Das Ergebnis der Untersuchungen und die zu erwartende Verurteilung Malufs werden als ein wichtiges Signal an jene in Brasilien gewertet, die Gelder in Steuerparadiese transferieren.
Da Maluf als Abgeordneter wiedergewählt wurde, genießt er parlamentarische Immunität. Durch die Wahl hat er Anrecht auf ein Sondergericht, das aber in den letzten 50 Jahren keinen Politiker in Brasilien jemals verurteilt hat. Einige seiner Taten fallen unter die Verjährung. Zudem sieht das brasilianische Recht weitere Ausnahmen vor.